# Coppa della Regina 2005-2006 (pallavolo)
La Coppa della Regina 2005-2006 si è svolta dal 9 al 12 febbraio 2006: al torneo hanno partecipato otto squadre di club spagnole e la vittoria finale è andata per l'undicesima volta, la decima consecutiva, al Tenerife.

## Regolamento e avvenimenti
Come negli anni precedenti, si è svolta una final-eight con quarti, semifinali e finale da disputarsi con gare ad eliminazione diretta. Al torneo hanno preso parte le squadre classificate ai primi otto posti al termine del girone d'andata del campionato. I quarti di finale si sono disputati il 9 e 10 febbraio 2006, mentre semifinali e finale si sono giocate tra l'11 e il 12 febbraio 2006, al Pabellón Príncipe de Asturias di Murcia.

## Partecipanti
| - Aguere - Albacete - Benidorm - Diego Porcelos | - Las Palmas - CAV Murcia - Murcia - Tenerife |

## Torneo

### Tabellone
|  | Quarti         | Quarti |  |            | Semifinali | Semifinali |  |            | Finale   | Finale |
|  |                |        |  |            |            |            |  |            |          |        |
|  | Las Palmas     | 3      |  |            |            |            |  |            |          |        |
|  | Las Palmas     | 3      |  |            |            |            |  |            |          |        |
|  | Benidorm       | 2      |  |            |            |            |  |            |          |        |
|  | Benidorm       | 2      |  | Las Palmas | 3          |            |  |            |          |        |
|  |                |        |  | Las Palmas | 3          |            |  |            |          |        |
|  |                |        |  |            | Albacete   | 1          |  |            |          |        |
|  | Albacete       | 3      |  |            | Albacete   | 1          |  |            |          |        |
|  | Albacete       | 3      |  |            |            |            |  |            |          |        |
|  | Diego Porcelos | 0      |  |            |            |            |  |            |          |        |
|  | Diego Porcelos | 0      |  |            |            |            |  | Las Palmas | 0        |        |
|  |                |        |  |            |            |            |  | Las Palmas | 0        |        |
|  |                |        |  |            |            |            |  |            | Tenerife | 3      |
|  | CAV Murcia     | 3      |  |            |            |            |  |            | Tenerife | 3      |
|  | CAV Murcia     | 3      |  |            |            |            |  |            |          |        |
|  | Aguere         | 0      |  |            |            |            |  |            |          |        |
|  | Aguere         | 0      |  | CAV Murcia | 1          |            |  |            |          |        |
|  |                |        |  | CAV Murcia | 1          |            |  |            |          |        |
|  |                |        |  |            | Tenerife   | 3          |  |            |          |        |
|  | Tenerife       | 3      |  |            | Tenerife   | 3          |  |            |          |        |
|  | Tenerife       | 3      |  |            |            |            |  |            |          |        |
|  | Murcia         | 1      |  |            |            |            |  |            |          |        |
|  | Murcia         | 1      |  |            |            |            |  |            |          |        |

### Risultati

#### Quarti di finale
| 9 febbraio 2006 Pabellón Príncipe de Asturias, Murcia Durata: 1h:14 - Spettatori: ?  | CAV Murcia | 3 - 0 | Aguere         | 25-17, 25-16, 25-22               |
| 9 febbraio 2006 Pabellón Príncipe de Asturias, Murcia Durata: 1h:33 - Spettatori: ?  | Tenerife   | 3 - 1 | Murcia         | 25-15, 25-13, 22-25, 25-12        |
| 10 febbraio 2006 Pabellón Príncipe de Asturias, Murcia Durata: 1h:58 - Spettatori: ? | Las Palmas | 3 - 2 | Benidorm       | 23-25, 25-16, 25-17, 21-25, 27-25 |
| 10 febbraio 2006 Pabellón Príncipe de Asturias, Murcia Durata: 1h:09 - Spettatori: ? | Albacete   | 1 - 3 | Diego Porcelos | 28-26, 25-14, 25-17               |

#### Semifinali
| 11 febbraio 2006 Pabellón Príncipe de Asturias, Murcia Durata: 1h:41 - Spettatori: ? | Las Palmas | 3 - 1 | Albacete | 25-20, 22-25, 25-22, 25-22 |
| 11 febbraio 2006 Pabellón Príncipe de Asturias, Murcia Durata: 1h:31 - Spettatori: ? | CAV Murcia | 1 - 3 | Tenerife | 19-25, 18-25, 25-23, 20-25 |

#### Finale
| 12 febbraio 2006 Pabellón Príncipe de Asturias, Murcia Durata: 1h:24 - Spettatori: ? | Las Palmas | 0 - 3 | Tenerife | 27-29, 20-25, 19-25 |